# Liste des municipalités de Floride
L'État américain de Floride compte 412 municipalités, qui peuvent être une city, une town ou un village.

## Création

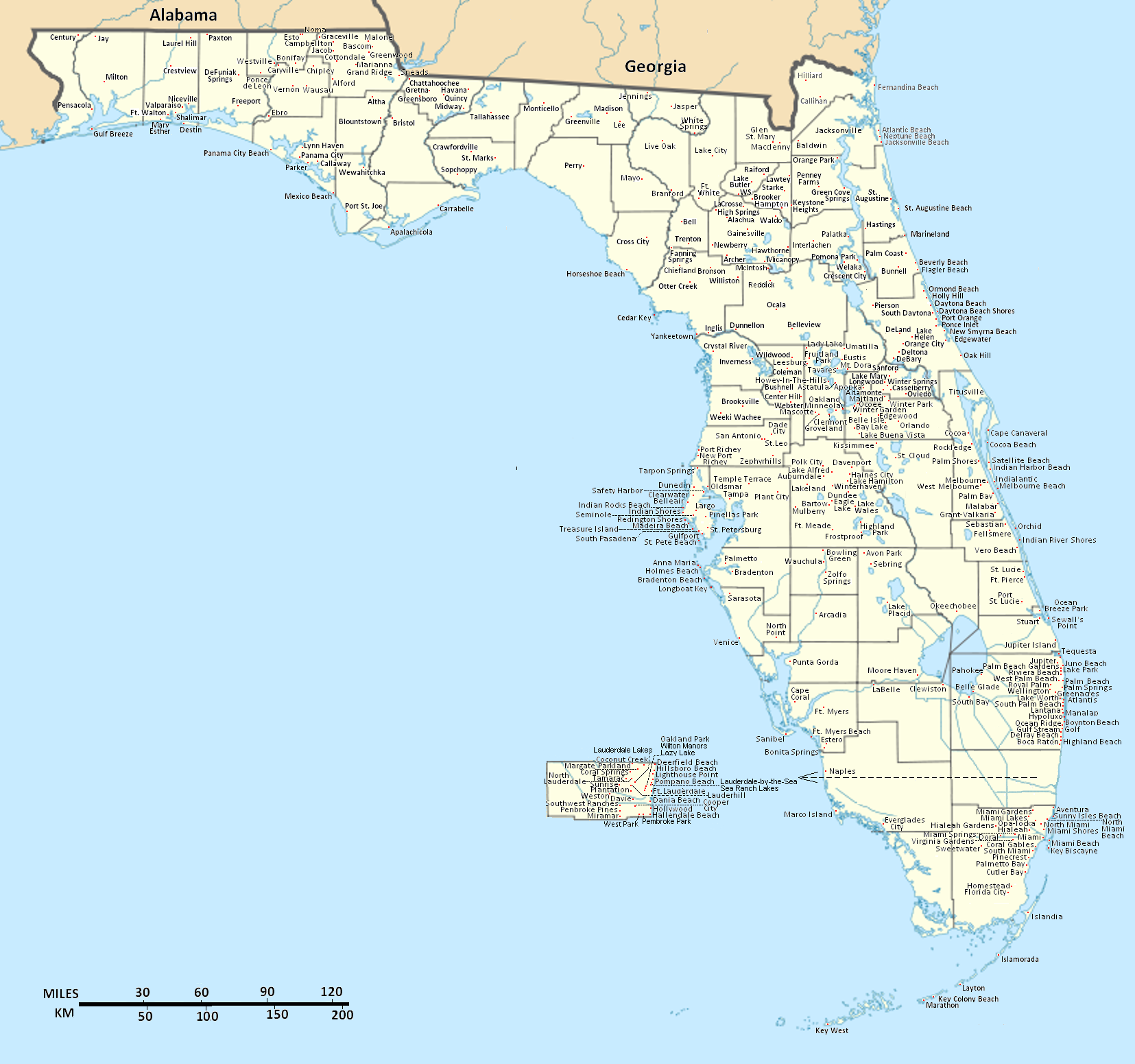
Carte des municipalités de Floride.

Le chapitre 165 des Florida Statutes régit la création et la dissolution des municipalités. La loi prévoit que, pour être créée, une municipalité doit compter au moins 1 500 habitants dans les comtés de moins de 7 500 habitants et plus de 5 000 habitants dans les autres comtés ainsi qu'une certaine densité. Une étude de faisabilité, comprenant notamment des prévisions fiscales et un projet de charte municipale, doit être présentée devant la législature de Floride. Si l'étude est approuvée par la législature, un référendum est convoqué pour la création de la municipalité. Une procédure spéciale est prévue dans le comté de Miami-Dade, où c'est le conseil des commissaires du comté qui statue sur l'incorporation des municipalités. La dissolution d'une municipalité peut être prononcée par un acte spécial de la législature ou un référendum local.
Les principales raisons invoquées pour créer une municipalité sont des désaccords avec la gestion du comté (qui administre directement la ville si elle n'est pas incorporée), la volonté d'un contrôle fiscal ou urbanistique plus important ou encore la volonté d'échapper à l'annexion par une municipalité limitrophe.

## Statut
Les municipalités peuvent être dénommées « city », « town » ou « village », sans distinction de statut.
Depuis la constitution de 1968 et le Municipal Home Rule Powers Act de 1973, les municipalités disposent d'une sorte de clause de compétence générale : elles sont compétentes pour agir dans l'intérêt local, tant que la loi ne leur interdit pas. Auparavant, les municipalités ne disposaient que des pouvoirs qui leur étaient dévolus par la loi de Floride.
La loi n'impose ni n'interdit aucune forme de gouvernement. Elle requiert seulement l'élection d'un corps législatif municipal et une répartition claire des pouvoirs avec l'exécutif. Le gouvernement peut comprendre :
- un conseil municipal (council), qui dispose du pouvoir législatif ;
- un maire (mayor), dont les pouvoirs exécutifs peuvent varier et sont généralement plus importants dans les grandes villes ;
- une commission, dont les membres disposent à la fois du pouvoir législatif et exécutif ;
- un manager, qui dirige la municipalité sans pouvoir politique.

Le gouvernement peut être consolidé entre le comté et la municipalité. Le seul exemple est Jacksonville et le comté de Duval, qui forment depuis 1967 la municipalité la plus étendue du pays.

## Liste des municipalités
| Nom                   | Comté                | Type    | Population (2013) | Superficie (en km²) | Gouvernement       | Incorporation, |
| --------------------- | -------------------- | ------- | ----------------- | ------------------- | ------------------ | -------------- |
| Alachua               | Alachua              | City    | 9 378             | 75,2                | Commission-manager | 1905           |
| Alford                | Jackson              | Town    | 476               | 3,4                 | Mayor-council      | 1911           |
| Altamonte Springs     | Seminole             | City    | 42 150            | 24,4                | Commission-manager | 1920           |
| Altha                 | Calhoun              | Town    | 538               | 3,8                 | Mayor-council      | 1946           |
| Anna Maria            | Manatee              | City    | 1 597             | 2,5                 | Mayor-commission   | 1923           |
| Apalachicola          | Franklin             | City    | 2 259             | 6,9                 | Mayor-commission   | 1831           |
| Apopka                | Orange               | City    | 45 587            | 64,6                | Mayor-council      | 1882           |
| Arcadia               | DeSoto               | City    | 7 626             | 10,5                | Mayor-council      | 1886           |
| Archer                | Alachua              | City    | 1 141             | 6,2                 | Commission-manager | 1850           |
| Astatula              | Lake                 | Town    | 1 837             | 5,7                 | Mayor-council      | 1927           |
| Atlantic Beach        | Duval                | City    | 12 895            | 33,7                | Commission-manager | 1926           |
| Atlantis              | Palm Beach           | City    | 2 057             | 3,7                 | Council-manager    | 1959           |
| Auburndale            | Polk                 | City    | 14 261            | 24,1                | Commission-manager | 1911           |
| Aventura              | Miami-Dade           | City    | 37 119            | 9,1                 | Council-manager    | 1995           |
| Avon Park             | Highlands            | City    | 8 839             | 14,6                | Council-manager    | 1891           |
| Bal Harbour           | Miami-Dade           | Village | 2 613             | 1,6                 | Council-manager    | 1946           |
| Baldwin               | Duval                | Town    | 1 430             | 5,5                 | Mayor-council      | 1876           |
| Bartow                | Polk                 | City    | 17 996            | 135,6               | Commission-manager | 1882           |
| Bascom                | Jackson              | Town    | 119               | 0,5                 | Mayor-council      | 1961           |
| Bay Harbor Islands    | Miami-Dade           | Town    | 5 854             | 1,6                 | Council-manager    | 1947           |
| Bay Lake              | Orange               | City    | 49                | 54,7                | Council-manager    | 1967           |
| Bell                  | Gilchrist            | Town    | 453               | 4,2                 | Council-manager    | 1903           |
| Belle Glade           | Palm Beach           | City    | 17 839            | 12,1                | Council-manager    | 1928           |
| Belle Isle            | Orange               | City    | 6 403             | 12,0                | Council-manager    | 1924           |
| Belleair              | Pinellas             | Town    | 3 933             | 7,3                 | Council-manager    | 1924           |
| Belleair Beach        | Pinellas             | City    | 1 587             | 4,5                 | Council-manager    | 1950           |
| Belleair Bluffs       | Pinellas             | City    | 2 062             | 1,6                 | Mayor-commission   | 1963           |
| Belleair Shore        | Pinellas             | Town    | 111               | 1,1                 | Mayor-commission   | 1955           |
| Belleview             | Marion               | City    | 4 522             | 4,7                 | Mayor-commission   | 1885           |
| Beverly Beach         | Flagler              | Town    | 336               | 1,0                 | Mayor-commission   | 1955           |
| Biscayne Park         | Miami-Dade           | Village | 3 180             | 1,7                 | Commission-manager | 1933           |
| Blountstown           | Calhoun              | City    | 2 538             | 8,3                 | Council-manager    | 1903           |
| Boca Raton            | Palm Beach           | City    | 89 407            | 75,4                | Council-manager    | 1925           |
| Bonifay               | Holmes               | City    | 2 772             | 9,4                 | Mayor-council      | 1886           |
| Bonita Springs        | Lee                  | City    | 47 547            | 106,2               | Council-manager    | 1999           |
| Bowling Green         | Hardee               | City    | 2 915             | 3,7                 | Commission-manager | 1927           |
| Boynton Beach         | Palm Beach           | City    | 71 097            | 42,1                | Commission-manager | 1907           |
| Bradenton             | Manatee              | City    | 51 763            | 37,4                | Mayor-council      | 1903           |
| Bradenton Beach       | Manatee              | City    | 1 210             | 2,8                 | Mayor-commission   | 1952           |
| Branford              | Suwannee             | Town    | 723               | 2,1                 | Mayor-council      | 1915           |
| Briny Breezes         | Palm Beach           | Town    | 588               | 0,3                 | Mayor-council      | 1963           |
| Bristol               | Liberty              | City    | 987               | 4,2                 | Mayor-council      | 1958           |
| Bronson               | Levy                 | Town    | 1 102             | 10,4                | Mayor-council      | 1951           |
| Brooker               | Bradford             | Town    | 331               | 1,4                 | Mayor-council      | 1952           |
| Brooksville           | Hernando             | City    | 7 711             | 12,9                | Council-manager    | 1856           |
| Bunnell               | Flagler              | City    | 2 741             | 12,1                | Commission-manager | 1913           |
| Bushnell              | Sumter               | City    | 3 007             | 6,1                 | Council-manager    | 1911           |
| Callahan              | Nassau               | Town    | 1 167             | 3,4                 | Council-manager    | 1911           |
| Callaway              | Bay                  | City    | 14 732            | 15,8                | Commission-manager | 1996           |
| Campbellton           | Jackson              | Town    | 222               | 2,3                 | Mayor-council      | 1925           |
| Cape Canaveral        | Brevard              | City    | 9 988             | 6,0                 | Council-manager    | 1963           |
| Cape Coral            | Lee                  | City    | 165 831           | 310,8               | Council-manager    | 1970           |
| Carrabelle            | Franklin             | City    | 2 788             | 12,5                | Commission-manager | 1893           |
| Caryville             | Washington           | Town    | 275               | 8,1                 | Council            | 1965           |
| Casselberry           | Seminole             | City    | 26 566            | 18,4                | Commission-manager | 1940           |
| Cedar Key             | Levy                 | City    | 701               | 5,3                 | Mayor-commission   | 1923           |
| Center Hill           | Sumter               | City    | 1 053             | 4,5                 | Mayor-council      | 1925           |
| Century               | Escambia             | Town    | 1 730             | 8,7                 | Mayor-council      | 1945           |
| Chattahoochee         | Gadsden              | City    | 3 152             | 14,6                | Council-manager    | 1921           |
| Chiefland             | Levy                 | City    | 2 221             | 10,1                | Commission-manager | 1913           |
| Chipley               | Washington           | City    | 3 574             | 10,7                | Mayor-council      | 1901           |
| Cinco Bayou           | Okaloosa             | Town    | 411               | 0,5                 | Council-manager    | 1950           |
| Clearwater            | Pinellas             | City    | 109 703           | 97,7                | Council-manager    | 1891           |
| Clermont              | Lake                 | City    | 30 033            | 29,7                | Council-manager    | 1916           |
| Clewiston             | Hendry               | City    | 7 143             | 12,2                | Commission-manager | 1925           |
| Cloud Lake            | Palm Beach           | Town    | 139               | 0,3                 | Mayor-council      | 1948           |
| Cocoa                 | Brevard              | City    | 17 262            | 24,6                | Commission-manager | 1895           |
| Cocoa Beach           | Brevard              | City    | 11 325            | 39,0                | Commission-manager | 1925           |
| Coconut Creek         | Broward              | City    | 56 792            | 30,5                | Commission-manager | 1967           |
| Coleman               | Sumter               | City    | 823               | 3,8                 | Mayor-council      | 1908           |
| Cooper City           | Broward              | City    | 34 128            | 17,3                | Commission-manager | 1959           |
| Coral Gables          | Miami-Dade           | City    | 49 631            | 96,2                | Commission-manager | 1925           |
| Coral Springs         | Broward              | City    | 126 604           | 62,0                | Commission-manager | 1963           |
| Cottondale            | Jackson              | Town    | 907               | 4,4                 | Mayor-commission   | 1905           |
| Crescent City         | Putnam               | City    | 1 559             | 5,5                 | Commission-manager | 1883           |
| Crestview             | Okaloosa             | City    | 22 785            | 33,2                | Mayor-council      | 1916           |
| Cross City            | Dixie                | Town    | 1 701             | 4,9                 | Council-manager    | 1924           |
| Crystal River         | Citrus               | City    | 3 062             | 16,3                | Council-manager    | 1903           |
| Cutler Bay            | Miami-Dade           | Town    | 43 328            | 12,6                | Commission-manager | 2005           |
| Dade City             | Pasco                | City    | 6 590             | 8,8                 | Commission-manager | 1889           |
| Dania Beach           | Broward              | City    | 30 731            | 16,3                | Commission-manager | 1904           |
| Davenport             | Polk                 | City    | 3 011             | 4,2                 | Commission-manager | 1915           |
| Davie                 | Broward              | Town    | 96 830            | 88,5                | Commission-manager | 1925           |
| Daytona Beach         | Volusia              | City    | 62 316            | 168,2               | Commission-manager | 1876           |
| Daytona Beach Shores  | Volusia              | City    | 4 295             | 2,4                 | Council-manager    | 1960           |
| DeBary                | Volusia              | City    | 19 447            | 55,5                | Council-manager    | 1993           |
| Deerfield Beach       | Broward              | City    | 78 041            | 38,7                | Commission-manager | 1925           |
| DeFuniak Springs      | Walton               | City    | 5 584             | 29,1                | Council-manager    | 1901           |
| DeLand                | Volusia              | City    | 28 237            | 41,6                | Council-manager    | 1882           |
| Delray Beach          | Palm Beach           | City    | 64 072            | 41,2                | Commission-manager | 1911           |
| Deltona               | Volusia              | City    | 86 290            | 106,4               | Commission-manager | 1995           |
| Destin                | Okaloosa             | City    | 13 264            | 21,2                | Council-manager    | 1984           |
| Doral                 | Miami-Dade           | City    | 50 213            | 35,3                | Council-manager    | 2003           |
| Dundee                | Polk                 | Town    | 3 880             | 11,2                | Council-manager    | 1925           |
| Dunedin               | Pinellas             | City    | 35 690            | 73,1                | Commission-manager | 1899           |
| Dunnellon             | Marion               | City    | 1 756             | 19,3                | Council-manager    | 1891           |
| Eagle Lake            | Polk                 | City    | 2 378             | 3,7                 | Commission-manager | 1921           |
| Eatonville            | Orange               | Town    | 2 243             | 2,9                 | Mayor-council      | 1887           |
| Ebro                  | Washington           | Town    | 265               | 8,3                 | Mayor-council      | 1967           |
| Edgewater             | Volusia              | City    | 20 938            | 26,8                | Council-manager    | 1924           |
| Edgewood              | Orange               | City    | 2 678             | 3,8                 | Mayor-council      | 1969           |
| El Portal             | Miami-Dade           | Village | 2 393             | 1,1                 | Council-manager    | 1937           |
| Estero                | Lee                  | Village | 30 565            | ?                   | ?                  | 2014           |
| Esto                  | Holmes               | Town    | 356               | 6,1                 | Council            | 1883           |
| Eustis                | Lake                 | City    | 19 214            | 24,9                | Council-manager    | 1883           |
| Everglades City       | Collier              | City    | 402               | 3,1                 | Mayor-council      | 1953           |
| Fanning Springs       | Gilchrist, Levy      | City    | 751               | 9,6                 | Mayor-council      | 1965           |
| Fellsmere             | Indian River         | City    | 5 338             | 14,0                | Council-manager    | 1911           |
| Fernandina Beach      | Nassau               | City    | 11 592            | 27,8                | Commission-manager | 1825           |
| Flagler Beach         | Flagler              | City    | 4 655             | 10,6                | Commission-manager | 1925           |
| Florida City          | Miami-Dade           | City    | 11 977            | 18,3                | Mayor-commission   | 1914           |
| Fort Lauderdale       | Broward              | City    | 172 389           | 93,3                | Commission-manager | 1911           |
| Fort Meade            | Polk                 | City    | 5 802             | 13,0                | Commission-manager | 1885           |
| Fort Myers            | Lee                  | City    | 68 190            | 104,7               | Council-manager    | 1886           |
| Fort Myers Beach      | Lee                  | Town    | 6 676             | 15,9                | Council-manager    | 1995           |
| Fort Pierce           | Saint Lucie          | City    | 43 074            | 53,8                | Commission-manager | 1901           |
| Fort Walton Beach     | Okaloosa             | City    | 20 597            | 21,3                | Council-manager    | 1941           |
| Fort White            | Columbia             | Town    | 559               | 6,0                 | Mayor-council      | 1884           |
| Freeport              | Walton               | City    | 1 933             | 28,0                | Mayor-council      | 1963           |
| Frostproof            | Polk                 | City    | 3 047             | 6,4                 | Council-manager    | 1921           |
| Fruitland Park        | Lake                 | City    | 4 251             | 9,5                 | Commission-manager | 1927           |
| Gainesville           | Alachua              | City    | 127 488           | 127,2               | Commission-manager | 1869           |
| Glen Ridge            | Palm Beach           | Town    | 226               | 0,7                 | Council-manager    | 1947           |
| Glen St. Mary         | Baker                | Town    | 438               | 1,1                 | Mayor-council      | 1957           |
| Golden Beach          | Miami-Dade           | Town    | 951               | 1,0                 | Council-manager    | 1929           |
| Golf                  | Palm Beach           | Village | 261               | 2,2                 | Council-manager    | 1957           |
| Graceville            | Jackson              | City    | 2 236             | 11,4                | Commission-manager | 1902           |
| Grand Ridge           | Jackson              | Town    | 878               | 5,8                 | Council-manager    | 1951           |
| Grant-Valkaria        | Brevard              | Town    | 3 928             | 2,7                 | Mayor-council      | 2006           |
| Green Cove Springs    | Clay                 | City    | 7 035             | 24,5                | Council-manager    | 1874           |
| Greenacres            | Palm Beach           | City    | 38 696            | 12,1                | Commission-manager | 1926           |
| Greensboro            | Gadsden              | Town    | 621               | 2,6                 | Mayor-council      | 1911           |
| Greenville            | Madison              | Town    | 817               | 3,4                 | Mayor-council      | 1907           |
| Greenwood             | Jackson              | Town    | 664               | 12,4                | Mayor-council      | 1927           |
| Gretna                | Gadsden              | City    | 1 407             | 4,9                 | Commission-manager | 1908           |
| Groveland             | Lake                 | City    | 9 711             | 7,8                 | Council-manager    | 1922           |
| Gulf Breeze           | Santa Rosa           | City    | 6 113             | 61,0                | Council-manager    | 1961           |
| Gulf Stream           | Palm Beach           | Town    | 814               | 2,2                 | Commission-manager | 1925           |
| Gulfport              | Pinellas             | City    | 12 164            | 9,9                 | Council-manager    | 1910           |
| Haines City           | Polk                 | City    | 21 490            | 23,2                | Council-manager    | 1914           |
| Hallandale Beach      | Broward              | City    | 38 632            | 11,8                | Commission-manager | 1927           |
| Hampton               | Bradford             | City    | 484               | 2,7                 | Mayor-council      | 1870           |
| Hastings              | Saint Johns          | Town    | 609               | 1,7                 | Council-manager    | 1909           |
| Havana                | Gadsden              | Town    | 1 709             | 4,8                 | Council-manager    | 1907           |
| Haverhill             | Palm Beach           | Town    | 1 940             | 1,5                 | Council-manager    | 1950           |
| Hawthorne             | Alachua              | City    | 1 453             | 12,4                | Commission-manager | 1881           |
| Hialeah               | Miami-Dade           | City    | 233 394           | 51,5                | Mayor-council      | 1925           |
| Hialeah Gardens       | Miami-Dade           | City    | 22 642            | 6,5                 | Mayor-council      | 1948           |
| High Springs          | Alachua              | City    | 5 535             | 47,9                | Commission-manager | 1892           |
| Highland Beach        | Palm Beach           | Town    | 3 640             | 2,9 km2             | Commission-manager | 1949           |
| Highland Park         | Polk                 | Village | 239               | 1,9                 | Mayor-commission   | 1927           |
| Hillcrest Heights     | Polk                 | Town    | 264               | 0,5                 | Mayor-commission   | 1923           |
| Hilliard              | Nassau               | Town    | 3 109             | 14,2                | Mayor-council      | 1947           |
| Hillsboro Beach       | Broward              | Town    | 1 960             | 4,2                 | Mayor-commission   | 1939           |
| Holly Hill            | Volusia              | City    | 11 679            | 11,7                | Commission-manager | 1901           |
| Hollywood             | Broward              | City    | 146 526           | 79,8                | Commission-manager | 1925           |
| Holmes Beach          | Manatee              | City    | 3 836             | 4,5                 | Mayor-commission   | 1950           |
| Homestead             | Miami-Dade           | City    | 64 079            | 37,2                | Council-manager    | 1913           |
| Horseshoe Beach       | Dixie                | Town    | 167               | 0,6                 | Mayor-council      | 1963           |
| Howey-in-the-Hills    | Lake                 | Town    | 1 139             | 4,8                 | Mayor-council      | 1925           |
| Hypoluxo              | Palm Beach           | Town    | 2 657             | 2,1                 | Mayor-council      | 1955           |
| Indialantic           | Brevard              | Town    | 2 755             | 3,2                 | Council-manager    | 1952           |
| Indian Creek          | Miami-Dade           | Village | 90                | 1,2                 | Council-manager    | 1939           |
| Indian Harbour Beach  | Brevard              | City    | 8 290             | 6,8                 | Council-manager    | 1955           |
| Indian River Shores   | Indian River         | Town    | 4 020             | 18,5                | Council-manager    | 1953           |
| Indian Rocks Beach    | Pinellas             | City    | 4 179             | 3,6                 | Commission-manager | 1956           |
| Indian Shores         | Pinellas             | Town    | 1 441             | 2,5                 | Mayor-council      | 1949           |
| Inglis                | Levy                 | Town    | 1 441             | 9,5                 | Mayor-commission   | 1956           |
| Interlachen           | Putnam               | Town    | 1 369             | 16,7                | Mayor-council      | 1888           |
| Inverness             | Citrus               | City    | 7 194             | 21,0                | Council-manager    | 1919           |
| Islamorada            | Monroe               | Village | 6 427             | 18,8                | Council-manager    | 1997           |
| Jacksonville          | Duval                | City    | 842 583           | 2 292,2             | Mayor-council      | 1832           |
| Jacksonville Beach    | Duval                | City    | 21 362            | 56,9                | Council-manager    | 1907           |
| Jacob City            | Jackson              | City    | 239               | 8,3                 | Council-manager    | 1983           |
| Jasper                | Hamilton             | City    | 4 221             | 5,1                 | Council-manager    | 1858           |
| Jay                   | Santa Rosa           | Town    | 559               | 4,1                 | Mayor-council      | 1939           |
| Jennings              | Hamilton             | Town    | 868               | 4,7                 | Council-manager    | 1900           |
| Juno Beach            | Palm Beach           | Town    | 3 287             | 4,8                 | Council-manager    | 1953           |
| Jupiter               | Palm Beach           | Town    | 58 298            | 54,7                | Council-manager    | 1925           |
| Jupiter Inlet Colony  | Palm Beach           | Town    | 421               | 0,6                 | Mayor-commission   | 1959           |
| Jupiter Island        | Martin               | Town    | 850               | 9,3                 | Commission-manager | 1953           |
| Kenneth City          | Pinellas             | Town    | 5 017             | 1,9                 | Mayor-council      | 1957           |
| Key Biscayne          | Miami-Dade           | Village | 12 832            | 3,6                 | Council-manager    | 1991           |
| Key Colony Beach      | Monroe               | City    | 834               | 1,7                 | Mayor-commission   | 1957           |
| Key West              | Monroe               | City    | 25 550            | 19,2                | Commission-manager | 1828           |
| Keystone Heights      | Bradford, Clay       | City    | 1 396             | 12,0                | Council-manager    | 1925           |
| Kissimmee             | Osceola              | City    | 65 173            | 44,8                | Council-manager    | 1883           |
| LaBelle               | Hendry               | City    | 4 588             | 9,2                 | Mayor-commission   | 1925           |
| La Crosse             | Alachua              | Town    | 365               | 3,5                 | Mayor-council      | 1957           |
| Lady Lake             | Lake                 | Town    | 14 247            | 17,4                | Commission-manager | 1883           |
| Lake Alfred           | Polk                 | City    | 5 183             | 22,2                | Commission-manager | 1918           |
| Lake Buena Vista      | Orange               | City    | 10                | 12,7                | Council-manager    | 1967           |
| Lake Butler           | Union                | City    | 1 850             | 4,8                 | Commission-manager | 1893           |
| Lake City             | Columbia             | City    | 12 107            | 28,7                | Council-manager    | 1859           |
| Lake Clarke Shores    | Palm Beach           | Town    | 3 472             | 2,7                 | Mayor-council      | 1957           |
| Lake Hamilton         | Polk                 | Town    | 1 289             | 10,2                | Mayor-council      | 1925           |
| Lake Helen            | Volusia              | City    | 2 624             | 11,2                | Mayor-commission   | 1888           |
| Lake Mary             | Seminole             | City    | 14 807            | 25,0                | Commission-manager | 1973           |
| Lake Park             | Palm Beach           | Town    | 8 360             | 6,1                 | Commission-manager | 1921           |
| Lake Placid           | Highlands            | Town    | 2 126             | 7,4                 | Mayor-council      | 1927           |
| Lake Wales            | Polk                 | City    | 14 916            | 36,3                | Commission-manager | 1917           |
| Lake Worth            | Palm Beach           | City    | 36 000            | 16,7                | Commission-manager | 1912           |
| Lakeland              | Polk                 | City    | 100 710           | 192,7               | Commission-manager | 1885           |
| Lantana               | Palm Beach           | Town    | 10 867            | 7,5                 | Council-manager    | 1921           |
| Largo                 | Pinellas             | City    | 78 409            | 41,8                | Commission-manager | 1905           |
| Lauderdale Lakes      | Broward              | City    | 34 062            | 9,4                 | Commission-manager | 1961           |
| Lauderdale-by-the-Sea | Broward              | Town    | 6 321             | 3,2                 | Commission-manager | 1924           |
| Lauderhill            | Broward              | City    | 69 813            | 19,0                | Commission-manager | 1959           |
| Laurel Hill           | Okaloosa             | City    | 567               | 8,1                 | Mayor-council      | 1905           |
| Lawtey                | Bradford             | City    | 717               | 3,6                 | Mayor-council      | 1905           |
| Layton                | Monroe               | City    | 187               | 0,7                 | Mayor-council      | 1963           |
| Lazy Lake             | Broward              | Village | 25                | 0,1                 | Mayor-council      | 1953           |
| Lee                   | Madison              | Town    | 333               | 3,2                 | Council-manager    | 1909           |
| Leesburg              | Lake                 | City    | 21 142            | 63,3                | Commission-manager | 1875           |
| Lighthouse Point      | Broward              | City    | 10 826            | 6,2                 | Mayor-commission   | 1956           |
| Live Oak              | Suwannee             | City    | 6 974             | 29,5                | Mayor-council      | 1878           |
| Longboat Key          | Manatee, Sarasota    | Town    | 7 082             | 44.2                | Commission-manager | 1955           |
| Longwood              | Seminole             | City    | 13 822            | 14,5                | Mayor-commission   | 1875           |
| Loxahatchee Groves    | Palm Beach           | Town    | 3 283             | 32,4                | Council-manager    | 2006           |
| Lynn Haven            | Bay                  | City    | 19 360            | 24,7                | Commission-manager | 1913           |
| Macclenny             | Baker                | City    | 6 413             | 8,5                 | Commission-manager | 1939           |
| Madeira Beach         | Pinellas             | City    | 4 320             | 8,5                 | Commission-manager | 1947           |
| Madison               | Madison              | City    | 2 961             | 6,7                 | Commission-manager | 1945           |
| Maitland              | Orange               | City    | 16 464            | 14,7                | Council-manager    | 1959           |
| Malabar               | Brevard              | Town    | 2 798             | 34,2                | Mayor-council      | 1962           |
| Malone                | Jackson              | Town    | 2 153             | 8,1                 | Mayor-council      | 1911           |
| Manalapan             | Palm Beach           | Town    | 429               | 6,3                 | Commission-manager | 1931           |
| Mangonia Park         | Palm Beach           | Town    | 1 939             | 1,8                 | Council-manager    | 1947           |
| Marathon              | Monroe               | City    | 8 622             | 25,0                | Council-manager    | 1999           |
| Marco Island          | Collier              | City    | 13 301            | 44,3                | Council-manager    | 1997           |
| Margate               | Broward              | City    | 55 456            | 23,3                | Commission-manager | 1955           |
| Marianna              | Jackson              | City    | 9 320             | 20,9                | Commission-manager | 1825           |
| Marineland            | Flagler, Saint Johns | Town    | 16                | 0,8                 | Commission-manager | 1940           |
| Mary Esther           | Okaloosa             | City    | 4 141             | 4,0                 | Council-manager    | 1946           |
| Mascotte              | Lake                 | City    | 5 251             | 7,3                 | Council-manager    | 1925           |
| Mayo                  | Lafayette            | Town    | 1 255             | 2,1                 | Mayor-council      | 1903           |
| McIntosh              | Marion               | Town    | 455               | 1,8                 | Council-manager    | 1913           |
| Medley                | Miami-Dade           | Town    | 842               | 11,1                | Mayor-council      | 1949           |
| Melbourne             | Brevard              | City    | 77 508            | 91,9                | Council-manager    | 1888           |
| Melbourne Beach       | Brevard              | Town    | 3 137             | 3,4                 | Commission-manager | 1923           |
| Melbourne Village     | Brevard              | Town    | 668               | 1,5                 | Mayor-commission   | 1957           |
| Mexico Beach          | Bay                  | City    | 1 120             | 3,4                 | Council-manager    | 1967           |
| Miami                 | Miami-Dade           | City    | 408 568           | 143,3               | Mayor-commission   | 1896           |
| Miami Beach           | Miami-Dade           | City    | 91 026            | 48,5                | Commission-manager | 1915           |
| Miami Gardens         | Miami-Dade           | City    | 111 378           | 51,8                | Council-manager    | 2003           |
| Miami Lakes           | Miami-Dade           | Town    | 30 571            | 16,5                | Council-manager    | 2000           |
| Miami Shores          | Miami-Dade           | Village | 10 654            | 9,7                 | Council-manager    | 1932           |
| Miami Springs         | Miami-Dade           | City    | 14 316            | 7,7                 | Council-manager    | 1926           |
| Micanopy              | Alachua              | Town    | 614               | 2,8                 | Mayor-commission   | 1837           |
| Midway                | Gadsden              | City    | 3 004             | 9,9                 | Council-manager    | 1986           |
| Milton                | Santa Rosa           | City    | 8 826             | 11,8                | Council-manager    | 1844           |
| Minneola              | Lake                 | City    | 9 403             | 8,3                 | Council-manager    | 1926           |
| Miramar               | Broward              | City    | 130 288           | 80,3                | Commission-manager | 1955           |
| Monticello            | Jefferson            | City    | 2 506             | 8,8                 | Council-manager    | 1859           |
| Montverde             | Lake                 | Town    | 1 463             | 4,6                 | Mayor-council      | 1925           |
| Moore Haven           | Glades               | City    | 1 680             | 3,0                 | Council-manager    | 1917           |
| Mount Dora            | Lake                 | City    | 12 370            | 14,9                | Council-manager    | 1910           |
| Mulberry              | Polk                 | City    | 3 817             | 8,3                 | Commission-manager | 1901           |
| Naples                | Collier              | City    | 19 537            | 37,3                | Council-manager    | 1925           |
| Neptune Beach         | Duval                | City    | 7 037             | 17,7                | Council-manager    | 1931           |
| New Port Richey       | Pasco                | City    | 14 911            | 11,9                | Council-manager    | 1924           |
| New Smyrna Beach      | Volusia              | City    | 22 464            | 79,7                | Commission-manager | 1887           |
| Newberry              | Alachua              | City    | 4 301             | 119,0               | Commission-manager | 1908           |
| Niceville             | Okaloosa             | City    | 12 749            | 29,4                | Council-manager    | 1938           |
| Noma                  | Holmes               | Town    | 232               | 2,8                 | Mayor-council      | 1977           |
| North Bay Village     | Miami-Dade           | City    | 7 137             | 2,2                 | Commission-manager | 1945           |
| North Lauderdale      | Broward              | City    | 41 023            | 10,1                | Commission-manager | 1963           |
| North Miami           | Miami-Dade           | City    | 58 786            | 25,9                | Council-manager    | 1926           |
| North Miami Beach     | Miami-Dade           | City    | 41 523            | 13,7                | Council-manager    | 1926           |
| North Palm Beach      | Palm Beach           | Village | 12 015            | 15,0                | Council-manager    | 1956           |
| North Port            | Sarasota             | City    | 57 357            | 195,7               | Commission-manager | 1959           |
| North Redington Beach | Pinellas             | Town    | 1 474             | 2,7                 | Mayor-commission   | 1953           |
| Oak Hill              | Volusia              | City    | 1 792             | 29,1                | Mayor-commission   | 1927           |
| Oakland               | Orange               | Town    | 943               | 4,2                 | Commission-manager | 1887           |
| Oakland Park          | Broward              | City    | 41 363            | 17,9                | Commission-manager | 1929           |
| Ocala                 | Marion               | City    | 53 491            | 100,1               | Council-manager    | 1869           |
| Ocean Breeze          | Martin               | Town    | 467               | 0,5                 | Council-manager    | 1960           |
| Ocean Ridge           | Palm Beach           | Town    | 1 541             | 5,2                 | Commission-manager | 1931           |
| Ocoee                 | Orange               | City    | 32 653            | 36,4                | Commission-manager | 1922           |
| Okeechobee            | Okeechobee           | City    | 5 621             | 10,8                | Mayor-council      | 1915           |
| Oldsmar               | Pinellas             | City    | 13 591            | 25,0                | Council-manager    | 1936           |
| Opa-locka             | Miami-Dade           | City    | 15 219            | 11,6                | Commission-manager | 1926           |
| Orange City           | Volusia              | City    | 10 599            | 15,9                | Council-manager    | 1882           |
| Orange Park           | Clay                 | Town    | 8 412             | 14,4                | Council-manager    | 1879           |
| Orchid                | Indian River         | Town    | 415               | 4,8                 | Council-manager    | 1965           |
| Orlando               | Orange               | City    | 255 483           | 261,5               | Mayor-council      | 1885           |
| Ormond Beach          | Volusia              | City    | 38 137            | 75,3                | Commission-manager | 1880           |
| Otter Creek           | Levy                 | Town    | 134               | 3,8                 | Mayor-council      | 1969           |
| Oviedo                | Seminole             | City    | 36 651            | 40,0                | Council-manager    | 1925           |
| Pahokee               | Palm Beach           | City    | 5 649             | 14,0                | Commission-manager | 1922           |
| Palatka               | Putnam               | City    | 10 558            | 19,5                | Commission-manager | 1853           |
| Palm Bay              | Brevard              | City    | 104 898           | 172,9               | Council-manager    | 1960           |
| Palm Beach            | Palm Beach           | Town    | 8 649             | 27,0                | Council-manager    | 1911           |
| Palm Beach Gardens    | Palm Beach           | City    | 50 699            | 143,3               | Council-manager    | 1959           |
| Palm Beach Shores     | Palm Beach           | Town    | 1 179             | 1,0                 | Commission-manager | 1951           |
| Palm Coast            | Flagler              | City    | 78 740            | 133,9               | Council-manager    | 1999           |
| Palm Shores           | Brevard              | Town    | 900               | 1,3                 | Mayor-council      | 1959           |
| Palm Springs          | Palm Beach           | Village | 18 928            | 4,3                 | Council-manager    | 1957           |
| Palmetto              | Manatee              | City    | 12 606            | 11,5                | Mayor-council      | 1897           |
| Palmetto Bay          | Miami-Dade           | Village | 2 341             | 22,6                | Council-manager    | 2002           |
| Panama City           | Bay                  | City    | 36 484            | 69,1                | Commission-manager | 1909           |
| Panama City Beach     | Bay                  | City    | 12 018            | 18,2                | Council-manager    | 1977           |
| Parker                | Bay                  | City    | 4 623             | 6,3                 | Mayor-council      | 1967           |
| Parkland              | Broward              | City    | 23 962            | 27,9                | Commission-manager | 1963           |
| Paxton                | Walton               | City    | 644               | 10,3                | Mayor-council      | 1952           |
| Pembroke Park         | Broward              | Town    | 6 102             | 4,6                 | Commission-manager | 1957           |
| Pembroke Pines        | Broward              | City    | 162 329           | 89,2                | Commission-manager | 1960           |
| Penney Farms          | Clay                 | Town    | 611               | 3,6                 | Council-manager    | 1927           |
| Pensacola             | Escambia             | City    | 51 923            | 102,7               | Mayor-council      | 1822           |
| Perry                 | Taylor               | City    | 7 060             | 24,1                | Council-manager    | 1903           |
| Pierson               | Volusia              | Town    | 2 676             | 22,7                | Mayor-council      | 1926           |
| Pinecrest             | Miami-Dade           | Village | 18 223            | 19,6                | Council-manager    | 1996           |
| Pinellas Park         | Pinellas             | City    | 49 079            | 38,7                | Council-manager    | 1915           |
| Plant City            | Hillsborough         | City    | 34 721            | 58,9                | Commission-manager | 1885           |
| Plantation            | Broward              | City    | 84 955            | 56,8                | Mayor-council      | 1953           |
| Polk City             | Polk                 | City    | 1 562             | 2,0                 | Council-manager    | 1925           |
| Pomona Park           | Putnam               | Town    | 912               | 8,6                 | Mayor-council      | 1894           |
| Pompano Beach         | Broward              | City    | 104 410           | 66,8                | Commission-manager | 1908           |
| Ponce de Leon         | Holmes               | Town    | 598               | 12,8                | Mayor-council      | 1963           |
| Ponce Inlet           | Volusia              | Town    | 3 032             | 38,0                | Council-manager    | 1963           |
| Port Orange           | Volusia              | City    | 56 048            | 69,1                | Council-manager    | 1867           |
| Port Richey           | Pasco                | City    | 2 671             | 7,1                 | Council-manager    | 1925           |
| Port St. Joe          | Gulf                 | City    | 3 435             | 8,6                 | Commission-manager | 1913           |
| Port St. Lucie        | Saint Lucie          | City    | 171 016           | 198,6               | Council-manager    | 1961           |
| Punta Gorda           | Charlotte            | City    | 17 172            | 47,9                | Council-manager    | 1900           |
| Quincy                | Gadsden              | City    | 7 965             | 19,7                | Commission-manager | 1828           |
| Raiford               | Union                | Town    | 255               | 1,4                 | Mayor-council      | 1900           |
| Reddick               | Marion               | Town    | 629               | 3,2                 | Mayor-council      | 1925           |
| Redington Beach       | Pinellas             | Town    | 1 427             | 3,3                 | Mayor-commission   | 1944           |
| Redington Shores      | Pinellas             | Town    | 2 121             | 3,1                 | Mayor-commission   | 1955           |
| Riviera Beach         | Palm Beach           | City    | 32 488            | 25,5                | Council-manager    | 1922           |
| Rockledge             | Brevard              | City    | 25 624            | 31,5                | Council-manager    | 1887           |
| Royal Palm Beach      | Palm Beach           | Village | 36 306            | 26,1                | Council-manager    | 1959           |
| Safety Harbor         | Pinellas             | City    | 17 139            | 13,0                | Commission-manager | 1917           |
| San Antonio           | Pasco                | City    | 1 181             | 3,2                 | Mayor-commission   | 1889           |
| Sanford               | Seminole             | City    | 56 002            | 58,5                | Commission-manager | 1877           |
| Sanibel               | Lee                  | City    | 6 469             | 85,9                | Council-manager    | 1974           |
| Sarasota              | Sarasota             | City    | 53 326            | 67,2                | Commission-manager | 1902           |
| Satellite Beach       | Brevard              | City    | 10 333            | 8,8                 | Council-manager    | 1957           |
| Sea Ranch Lakes       | Broward              | Village | 670               | 0,6                 | Mayor-council      | 1959           |
| Sebastian             | Indian River         | City    | 22 699            | 35,1                | Council-manager    | 1924           |
| Sebring               | Highlands            | City    | 10 491            | 28,5                | Council-manager    | 1924           |
| Seminole              | Pinellas             | City    | 17 862            | 7,0                 | Council-manager    | 1970           |
| Sewall's Point        | Martin               | Town    | 1 996             | 10,7                | Commission-manager | 1957           |
| Shalimar              | Okaloosa             | Town    | 723               | 0,8                 | Commission-manager | 1947           |
| Sneads                | Jackson              | Town    | 2 187             | 12,0                | Council-manager    | 1894           |
| Sopchoppy             | Wakulla              | City    | 457               | 3,9                 | Mayor-council      | 1955           |
| South Bay             | Palm Beach           | City    | 4 876             | 9,6                 | Commission-manager | 1941           |
| South Daytona         | Volusia              | City    | 13 221            | 12,5                | Council-manager    | 1938           |
| South Miami           | Miami-Dade           | City    | 11 657            | 6,0                 | Commission-manager | 1926           |
| South Palm Beach      | Palm Beach           | Town    | 1 171             | 0,8                 | Council-manager    | 1955           |
| South Pasadena        | Pinellas             | City    | 4 964             | 3,0                 | Mayor-commission   | 1955           |
| Southwest Ranches     | Broward              | Town    | 7 345             | 33,7                | Mayor-council      | 2000           |
| Springfield           | Bay                  | City    | 9 052             | 10,7                | Mayor-commission   | 1935           |
| St. Augustine         | Saint Johns          | City    | 13 679            | 27,8                | Commission-manager | 1822           |
| St. Augustine Beach   | Saint Johns          | City    | 6 176             | 5,0                 | Commission-manager | 1959           |
| St. Cloud             | Osceola              | City    | 35 183            | 23,7                | Council-manager    | 1911           |
| St. Leo               | Pasco                | Town    | 1 340             | 4,9                 | Mayor-commission   | 1891           |
| St. Lucie Village     | Saint Lucie          | Town    | 604               | 2,1                 | Mayor-council      | 1961           |
| St. Marks             | Wakulla              | City    | 293               | 5,0                 | Commission-manager | 1963           |
| St. Pete Beach        | Pinellas             | City    | 9 346             | 51,5                | Commission-manager | 1957           |
| St. Petersburg        | Pinellas             | City    | 249 688           | 344,7               | Mayor-commission   | 1903           |
| Starke                | Bradford             | City    | 5 449             | 17,3                | Commission-manager | 1870           |
| Stuart                | Martin               | City    | 16 078            | 22,0                | Commission-manager | 1914           |
| Sunny Isles Beach     | Miami-Dade           | City    | 20 832            | 3,6                 | Commission-manager | 1997           |
| Sunrise               | Broward              | City    | 84 439            | 47,7                | Commission-manager | 1961           |
| Surfside              | Miami-Dade           | Town    | 5 744             | 2,5                 | Commission-manager | 1935           |
| Sweetwater            | Miami-Dade           | City    | 13 575            | 2,1                 | Mayor-commission   | 1941           |
| Tallahassee           | Leon                 | City    | 181 376           | 267,0               | Commission-manager | 1825           |
| Tamarac               | Broward              | City    | 63 155            | 30,8                | Commission-manager | 1963           |
| Tampa                 | Hillsborough         | City    | 352 957           | 441,9               | Mayor-council      | 1855           |
| Tarpon Springs        | Pinellas             | City    | 23 484            | 43,8                | Commission-manager | 1887           |
| Tavares               | Lake                 | City    | 12 919            | 19,3                | Mayor-council      | 1885           |
| Temple Terrace        | Hillsborough         | City    | 24 541            | 18,0                | Council-manager    | 1925           |
| Tequesta              | Palm Beach           | Village | 5 629             | 5,7                 | Council-manager    | 1957           |
| Titusville            | Brevard              | City    | 43 761            | 67,1                | Council-manager    | 1887           |
| Treasure Island       | Pinellas             | City    | 6 768             | 13,8                | Commission-manager | 1955           |
| Trenton               | Gilchrist            | City    | 1 717             | 6,7                 | Commission-manager | 1911           |
| Umatilla              | Lake                 | City    | 3 172             | 7,9                 | Council-manager    | 1904           |
| Valparaiso            | Okaloosa             | City    | 5 036             | 33,0                | Mayor-commission   | 1921           |
| Venice                | Sarasota             | City    | 20 748            | 25,0                | Council-manager    | 1926           |
| Vernon                | Washington           | City    | 743               | 12,2                | Mayor-council      | 1926           |
| Vero Beach            | Indian River         | City    | 15 749            | 33,5                | Commission-manager | 1919           |
| Virginia Gardens      | Miami-Dade           | Village | 2 375             | 0,8                 | Mayor-council      | 1947           |
| Waldo                 | Alachua              | City    | 1 015             | 4,5                 | Council-manager    | 1907           |
| Wauchula              | Hardee               | City    | 5 001             | 6,8                 | Commission-manager | 1907           |
| Wausau                | Washington           | Town    | 398               | 2,9                 | Mayor-council      | 1963           |
| Webster               | Sumter               | City    | 785               | 3,4                 | Mayor-commission   | 1900           |
| Weeki Wachee          | Hernando             | City    | 12                | 2,7                 | Mayor-commission   | 1966           |
| Welaka                | Putnam               | Town    | 701               | 3,6                 | Mayor-council      | 1887           |
| Wellington            | Palm Beach           | Village | 60 202            | 116,6               | Council-manager    | 1995           |
| Westlake              | Palm Beach           | City    | 5                 | ?                   | ?                  | 2016           |
| West Melbourne        | Brevard              | City    | 18 355            | 20,3                | Council-manager    | 1959           |
| West Miami            | Miami-Dade           | City    | 5 965             | 1,8                 | Commission-manager | 1947           |
| West Palm Beach       | Palm Beach           | City    | 102 436           | 150,7               | Mayor-commission   | 1894           |
| West Park             | Broward              | City    | 14 156            | 5,4                 | Commission-manager | 2005           |
| Weston                | Broward              | City    | 65 333            | 68,1                | Commission-manager | 1996           |
| Westville             | Holmes               | Town    | 289               | 19,3                | Mayor-council      | 1970           |
| Wewahitchka           | Gulf                 | City    | 1 981             | 19,3                | Commission-manager | 1959           |
| White Springs         | Hamilton             | Town    | 777               | 4,8                 | Council-manager    | 1885           |
| Wildwood              | Sumter               | City    | 4 791             | 13,4                | Commission-manager | 1877           |
| Williston             | Levy                 | City    | 2 768             | 15,7                | Council-manager    | 1929           |
| Wilton Manors         | Broward              | City    | 11 632            | 5,0                 | Commission-manager | 1947           |
| Windermere            | Orange               | Town    | 2 462             | 2,9                 | Council-manager    | 1925           |
| Winter Garden         | Orange               | City    | 34 568            | 44,0                | Commission-manager | 1903           |
| Winter Haven          | Polk                 | City    | 33 874            | 65,8                | Commission-manager | 1923           |
| Winter Park           | Orange               | City    | 27 852            | 22,4                | Commission-manager | 1887           |
| Winter Springs        | Seminole             | City    | 33 282            | 37,6                | Commission-manager | 1959           |
| Worthington Springs   | Union                | Town    | 196               | 0,9                 | Mayor-council      | 1963           |
| Yankeetown            | Levy                 | Town    | 638               | 52,6                | Mayor-council      | 1925           |
| Zephyrhills           | Pasco                | City    | 13 288            | 16,4                | Council-manager    | 1914           |
| Zolfo Springs         | Hardee               | Town    | 1 972             | 3,9                 | Commission-manager | 1904           |